# Dorcasominae
Dorcasominae (лат.) — подсемейство жуков - хризомелоидов семейства Cerambycidae . Он включает около 55 родов длинноногих жуков, обычно коричневого цвета с длинными усиками. Они очень похожи на группу Lepturinae . В Европе они не встречаются , но один или два вида встречаются в азиатской части Турции .
Виды
Acapnolymma - Aedoeus - Afroartelida - Anthribola - Antigenes - Apatophysis - Apheledes - Apiocephalus - Appedesis - Ariastes - Artelida - Barossus - Boppeus - Borneophysis - Capetoxotus - Capnolymma - Catalanotoxotus - Criocerinus - Dorcasomus - Dorcianus - Dotoramades -Dysmathosoma - Eccrisis - Echarist - Enthymius - Gaurotinus - Harimius - Icariotis - Tissue - Lepturastra - Lingoria - Logisticus - Lycosomus - Mastododera - Megasticus - Musius - Myiodola - Extracts - Pachysticus - Paralogisticus - Paratophysis - Paratophysis _ _ _Phithryonus - Planisticus - Pseudogenes - Pyllotodes - Raharizonina - Ramodatodes - Rhagiops - Sagridola - Scariates - Scopanta - Stenotsivoka - Stenoxotus - Suzelia - Tomobrachyta - Toxitiades - Trichroa - Tsivoka - Villiersicus - Xanthopiodus

## Распространение
Обитают на Афротропике, юге Палеарктики и Ориентальной области

## Классификация
В мировой фауне около 340 видов из 95 родов. Подсемейство большинство систематиков разделяют подсемейство на две трибы: Apatophyseini и Dorcasomini. Некоторые авторы рассматривают их в ранге подсемейств.

## Некоторые представители
- Trypogeus
  - Trypogeus albicornis
  - Trypogeus aureopubens
  - Trypogeus barclayi
  - Trypogeus cabigasi
  - Trypogeus coarctatus
  - Trypogeus gressitti
  - Trypogeus javanicus
  - Trypogeus murzini
  - Trypogeus sericeus
  - Trypogeus superbus